# Alexandre Torres
Carlos Alexandre Torres (Rio de Janeiro, 22 agosto 1966) è un ex calciatore brasiliano, di ruolo difensore.

## Biografia
Anche suo padre Carlos Alberto Torres è stato un calciatore.

## Carriera

### Club
Ha giocato nella prima divisione brasiliana ed in quella giapponese.

### Nazionale
Nel 1992 ha giocato una partita nella nazionale brasiliana.

## Palmarès

### Club

#### Competizioni nazionali
- Coppa dell'Imperatore: 2

Nagoya Grampus: 1995, 1999

#### Competizioni statali
- Campionato Carioca: 3

Fluminense: 1985
Vasco da Gama: 1992, 1993, 1994
- Taça Guanabara: 5

Fluminense: 1985, 1991
Vasco da Gama: 1992, 1994, 2000
- Taça Rio: 4

Fluminense: 1990
Vasco da Gama: 1992, 1993, 2001